# منتخب البرازيل لهوكي الحقل للرجال
منتخب البرازيل الوطني لهوكي الحقل للرجال هو ممثل البرازيل الرسمي في المنافسات الدولية في هوكي الحقل .